# فلورنسيا 13
فلورنسيا 13 هي عصابة شوارع إجرامية أمريكية في لوس أنجلوس، كاليفورنيا، تتألف أساسا من أعضاء أمريكيين من أصل إسباني وبعض الأعضاء السود. واسم العصابة جاء تيمناً بحي فلورنسا في مقاطعة لوس أنجلوس، أما الرقم 13 فيوحي إلى الحرف ال13 في الأبجدية الإسبانية "إم"، الذي يظهر الولاء إلى المافيا المكسيكية.
وينشطون في العديد من الجرائم مثل تهريب المخدرات والقتل والاعتداء والسطو وما إلى ذلك.